# Endothenia microptera
Endothenia microptera es una especie de polilla del género Endothenia, categorizada en la tribu Olethreutini, de la subfamilia Olethreutinae.

## Distribución
Se distribuye por Estados Unidos.

## Taxonomía
Fue descrita por Clarke en 1953 y publicada en (Endothenia), J. Wash. Acad. Sci. 43: 227.